# Алгоритм Демукрона
Алгоритм Демукрона — алгоритм решения задачи топологической сортировки, то есть упорядочивания вершин ориентированного ациклического графа по уровням. Уровни нумеруются от 0 до n и отражают зависимость: вершины более высоких уровней зависят от вершин нижележащих. Все дуги направлены от вершин с меньшим уровнем к вершинам с большим.

## Формулировка
Основная идея алгоритма Демукрона заключается в последовательном удалении из графа вершин с нулевой входящей степенью (входов) и присвоении им уровня. После каждого удаления пересчитываются входящие степени остальных вершин, и процесс повторяется до тех пор, пока не будут обработаны все вершины.

## Принцип работы
Алгоритм выполняет топологическую сортировку графа по уровням следующим образом:
1. Определяются все вершины, в которые не входит ни одна дуга (входящая степень равна нулю). Эти вершины относятся к нулевому уровню и удаляются из графа вместе с их исходящими дугами.
2. После удаления пересчитываются входящие степени оставшихся вершин. Вновь находятся вершины с нулевой входящей степенью — им присваивается следующий уровень (уровень 1), и они также удаляются.
3. Процесс повторяется до тех пор, пока не будут распределены по уровням все вершины графа.
В реализации алгоритма может использоваться бинарная матрица смежности B размером n × n, где bᵢⱼ = 1, если из вершины i существует дуга в вершину j, и 0 в инном случае. 
На основе матрицы B формируется вектор входных степеней M, в котором mⱼ равен сумме значений в столбце j и отражает количество входящих дуг в вершину j. 
На каждом шаге алгоритма в векторе M определяются вершины с нулевой входной степенью — они формируют текущий уровень. Соответствующие этим вершинам строки в матрице B обнуляются, после чего значения в векторе M пересчитываются. Процесс повторяется до тех пор, пока все вершины не будут упорядочены по уровням.